# Tanquián de Escobedo (kommun)
Tanquián de Escobedo är en kommun i Mexiko.   Den ligger i delstaten San Luis Potosí, i den sydöstra delen av landet, 240 km norr om huvudstaden Mexico City. Antalet invånare är 14 000. Arean är 204 kvadratkilometer.
Terrängen i Tanquián de Escobedo är huvudsakligen platt.
Följande samhällen finns i Tanquián de Escobedo:
- Tanquián de Escobedo
- Las Lomas
- Buenavista
- El Basuche
- La Laguna